# Martin Uldal
Martin Uldal, född 23 maj 2001 i Kristiansands kommun, är en norsk skidskytt.

## Karriär
I januari 2024 tog Uldal brons i 20 km distans vid EM i Osrblie.